# Double or Nothing (2021)
Double or Nothing 2021 fue la tercera edición del Double or Nothing, un pago por evento de lucha libre profesional producido por la empresa estadounidense All Elite Wrestling. Tuvo lugar el 30 de mayo de 2021 desde el Daily's Place en Jacksonville, Florida. El evento estaba programado originalmente para el 29 de mayo en el MGM Grand Garden Arena en Las Vegas Strip, pero se trasladó debido a la pandemia de COVID-19. 
Esta fue la segunda edición consecutiva del evento en ser realizada en Daily's Place después de Double or Nothing 2020.

## Producción
Double or Nothing se considera el evento principal de All Elite Wrestling (AEW), ya que fue el primer pago por evento producido por dicha empresa, celebrado por primera vez en 2019. Si bien AEW tenía planes de albergar el evento de 2020 en el MGM Grand Garden Arena en Las Vegas, que era donde tuvo lugar el evento original, el lugar canceló el evento debido a la pandemia de COVID-19. En respuesta, AEW anunció que el evento de 2020 continuaría según lo planeado, lo que ocurrió en Daily's Place y el estadio TIAA Bank Field en Jacksonville, Florida. El anuncio también confirmó que se produciría un tercer evento Double or Nothing en el MGM Grand Garden Arena el 29 de mayo de 2021; además de ofrecer reembolsos, las entradas compradas para el espectáculo de 2020 serían válidas para 2021. En Revolution, la empresa anunció que el evento de 2021 se trasladaría a Daily's Place y tendrá lugar el 30 de mayo de 2021; se emitirán reembolsos por boletos para el evento originalmente programado en el MGM Grand Garden Arena.

## Antecedentes
El 5 de mayo en Dynamite: Blood and Guts, se anunció un combate entre los dos luchadores individuales mejor clasificados en AEW, Orange Cassidy (n.° 1) y PAC (n.° 2), para el episodio de la semana siguiente de Dynamite, con el ganador recibiendo un combate por el Campeonato Mundial de AEW en Double or Nothing. Sin embargo, su combate terminó sin resultado, por lo que la lucha para Double or Nothing se convirtió en un Triple Threat match.
El 7 de noviembre de 2020 en Full Gear, MJF derrotó a Chris Jericho por el derecho a unirse al stable de Jericho, The Inner Circle (que consistía en Jericho, Sammy Guevara, Jake Hager, Santana & Ortiz). Sin embargo, el 10 de marzo de 2021 en Dynamite, MJF traicionó a The Inner Circle y reveló que había estado construyendo en secreto su propio grupo, llamado The Pinnacle (formado por Shawn Spears, Wardlow y FTR (Dax Harwood & Cash Wheeler)). En Dynamite: Blood and Guts, The Pinnacle derrotó a The Inner Circle en un Blood and Guts match, y en el siguiente episodio de Dynamite, MJF desafió a Jericho a un Stadium Stampede match entre los dos grupos para Double or Nothing, con el estipulación de que si The Inner Circle perdía, se verían obligados a disolverse.
También en Dynamite: Blood and Guts, AEW anunció que Hikaru Shida defendería el Campeonato Mundial Femenino de AEW contra Dr. Britt Baker D.M.D., quien ocupaba el puesto número 1 en el ranking femenil.
El 31 de marzo en Dynamite, Cody Rhodes fue atacado por su antiguo amigo QT Marshall, quien se alió con Nick Comoroto, Aaron Solow y el recién debutado Anthony Ogogo para formar un nuevo stable llamado The Factory. En Dynamite: Blood and Guts, Rhodes derrotó a Marshall, pero después del combate fue atacado por Ogogo, quien derribó a Rhodes antes de cubrirlo con la bandera del Reino Unido. El 12 de mayo en Dynamite, Rhodes desafió a Ogogo a una lucha en Double or Nothing.

## Resultados
- The Buy In: Serena Deeb derrotó a Riho y retuvo el Campeonato Mundial Femenino de la NWA (14:05).[10]
  - Deeb forzó a Riho a rendirse con un «Serenity Lock».
- "Hangman" Adam Page derrotó a Brian Cage (12:00).[10]
  - Page cubrió a Cage después de un «Buckshot Lariat».
  - Durante la lucha, Ricky Starks & Hook interfirieron a favor de Cage.
  - El Campeonato de FTW de Cage no estuvo en juego.
- The Young Bucks (Matt Jackson & Nick Jackson) derrotaron a Jon Moxley & Eddie Kingston y retuvieron el Campeonato Mundial en Parejas de AEW (21:00).[10]
  - Matt cubrió a Moxley después de cuatro «BTE Trigger».
  - Durante la lucha, The Good Brothers (Doc Gallows & Karl Anderson) interfirieron a favor de The Young Bucks, pero fueron detenidos por Frankie Kazarian.
- Jungle Boy ganó el Casino Battle Royale y obtuvo una oportunidad por el Campeonato Mundial de AEW (23:30).[10]
  - Jungle Boy eliminó finalmente a Christian Cage, ganando la lucha.
  - Después de la lucha, The Jurassic Express (Marko Stunt y Luchasaurus) salieron para celebrar junto a Jungle Boy.
  - Después de la lucha, Christian Cage y Jungle Boy se dieron un abrazo en señal de respeto.
- Cody Rhodes (con Arn Anderson) derrotó a Anthony Ogogo (con QT Marshall) (10:55).[10]
  - Rhodes cubrió a Ogogo después de un «Vertebreaker».
  - Antes de la lucha Rhodes fue presentado como "American Dream ".
- Miro derrotó a Lance Archer (con Jake Roberts) y retuvo el Campeonato TNT de AEW (9:50).[10]
  - Miro dejó inconsciente a Archer con un «Game Over».
  - Durante la lucha, Roberts interfirió a favor de Archer.
- Dr. Britt Baker D.M.D. (con Rebel) derrotó a Hikaru Shida y ganó el Campeonato Mundial Femenino de AEW (17:20).[10]
  - Baker forzó a Shida a rendirse con un «Lockjaw».
  - Durante la lucha, Rebel interfirió a favor de Baker, pero fue expulsada del ring por el árbitro.
- Sting & Darby Allin derrotaron a The Men of the Year (Ethan Page & Scorpio Sky) (12:30).[10]
  - Sting cubrió a Sky después de un «Scorpion Death Drop».
- Kenny Omega (con Don Callis) derrotó a PAC y Orange Cassidy y retuvo el Campeonato Mundial de AEW (27:00).[10]
  - Omega cubrió a Cassidy con un «Roll-Up».
  - Durante la lucha, Callis interfirió a favor de Omega.
  - El Megacampeonato de AAA y el Campeonato Mundial de Impact de Omega no estuvieron en juego.
- The Inner Circle (Chris Jericho, Jake Hager, Sammy Guevara, Santana & Ortiz) derrotó a The Pinnacle (MJF, Wardlow, Shawn Spears, Cash Wheeler & Dax Harwood) (con Tully Blanchard) en un Stadium Stampede Match (31:30).[10]
  - Guevara cubrió a Spears después de un «630° Splash».
  - Si The Inner Circle perdía, hubieran sido forzados a disolverse.
  - Los primeros segmentos de este partido fueron pregrabados el 27 y 28 de mayo alrededor de TIAA Bank Field y transmitidos en la pantalla de video para los asistentes. El segmento final se realizó en vivo durante el evento.

## Casino Battle Royale: entradas y eliminaciones
Cada grupo de participantes entraba en intervalos de 3 minutos.
|          | Entradas | Entradas           | Eliminado por | Eliminado por                    |
| Trébol   | 1        | Christian Cage     | 20            | Jungle Boy                       |
| Trébol   | 2        | Matt Sydal         | 1             | Caster                           |
| Trébol   | 3        | Powerhouse Hobbs   | 15            | Cage                             |
| Trébol   | 4        | Dustin Rhodes      | 6             | Hobbs                            |
| Trébol   | 5        | Max Caster         | 2             | Cage                             |
| Diamante | 6        | Isiah Kassidy      | 17            | Jungle Boy                       |
| Diamante | 7        | Matt Hardy         | 19            | Cage                             |
| Diamante | 8        | "10" Preston Vance | 5             | Rhodes con el cuerpo de Comoroto |
| Diamante | 9        | Nick Comoroto      | 4             | Rhodes                           |
| Diamante | 10       | Serpentico         | 3             | Vance                            |
| Corazón  | 11       | Griff Garrison     | 9             | Hardy                            |
| Corazón  | 12       | Brian Pillman Jr.  | 10            | Kassidy y Quen                   |
| Corazón  | 13       | Colt Cabana        | 7             | Kassidy                          |
| Corazón  | 14       | Anthony Bowens     | 8             | Pillman                          |
| Corazón  | 15       | Penta El Zero M    | 14            | Jungle Boy                       |
| Picas    | 16       | Jungle Boy         | -             | Ganador                          |
| Picas    | 17       | Marq Quen          | 18            | Cage                             |
| Picas    | 18       | Aaron Solow        | 11            | Johnson                          |
| Picas    | 19       | Evil Uno           | 13            | Penta                            |
| Picas    | 20       | Lee Johnson        | 12            | Hardy                            |
| Joker    | 21       | Lio Rush           | 16            | Hardy                            |

1. ↑  Hoobs eliminó a Rhodes después de que éste fuese atacado por Comoroto.

## Otros roles
Comentaristas en español
- Alex Abrahantes
- Dasha Gonzalez
- Rey Fénix

Comentaristas en inglés
- Excalibur
- Jim Ross
- Taz - durante la lucha de Page vs. Cage
- Paul Wight - durante el Casino Battle Royale
- Tony Schiavone

Anunciadores
- Justin Roberts

Árbitros
- Aubrey Edwards
- Bryce Remsburg
- Frank Gastineau
- Paul Turner
- Rick Knox